# 8×19 Roth-Steyr
8×19 Roth-Steyr (tudi 8 mm Roth-Steyr, 8 mm Steyr ali 8×19 Steyr) je pištolski naboj, ki je bil razvit v Avstro-Ogrski za pištolo Roth-Steyr M.7. To pištolo in naboj je najprej uporabljala konjenica, nato pa tudi druge veje Avstro-ogrske vojske.
Po prvi svetovni vojni se je to strelivo proizvajalo in uporabljalo v Avstriji, Italiji in Jugoslaviji. Dandanes se za civilne namene še vedno proizvaja v italijanski tovarni streliva Fiocchi.